# Пузијано
Пузијано (итал. Pusiano) је насеље у Италији у округу Комо, региону Ломбардија.
Према процени из 2011. у насељу је живело 1327 становника. Насеље се налази на надморској висини од 278 м.

## Становништво
Према резултатима пописа становништва 2011. у општини је живело 1.327 становника.
| 1931. | 1936. | 1951. | 1961. | 1971. | 1981. | 1991. | 2001. | 2011. |
| ----- | ----- | ----- | ----- | ----- | ----- | ----- | ----- | ----- |
| 721   | 721   | 820   | 847   | 927   | 1.060 | 1.158 | 1.166 | 1.327 |